# Diagrama Ph

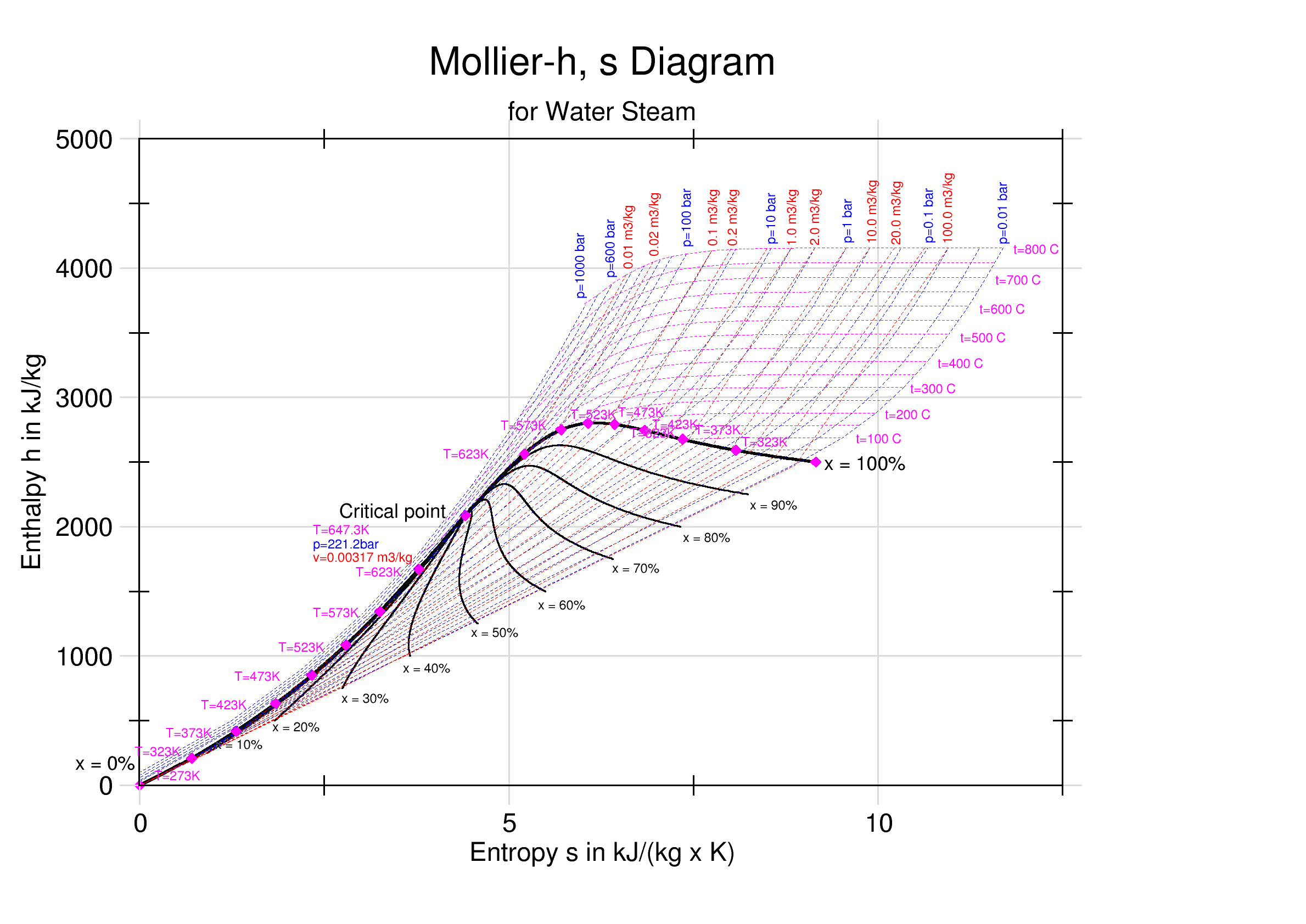
El diagrama Mollier entalpía-entropía para el agua y el vapor. La "fracción de sequedad", x, da la fracción en masa de agua gaseosa en la región húmeda, siendo el resto gotas de líquido.

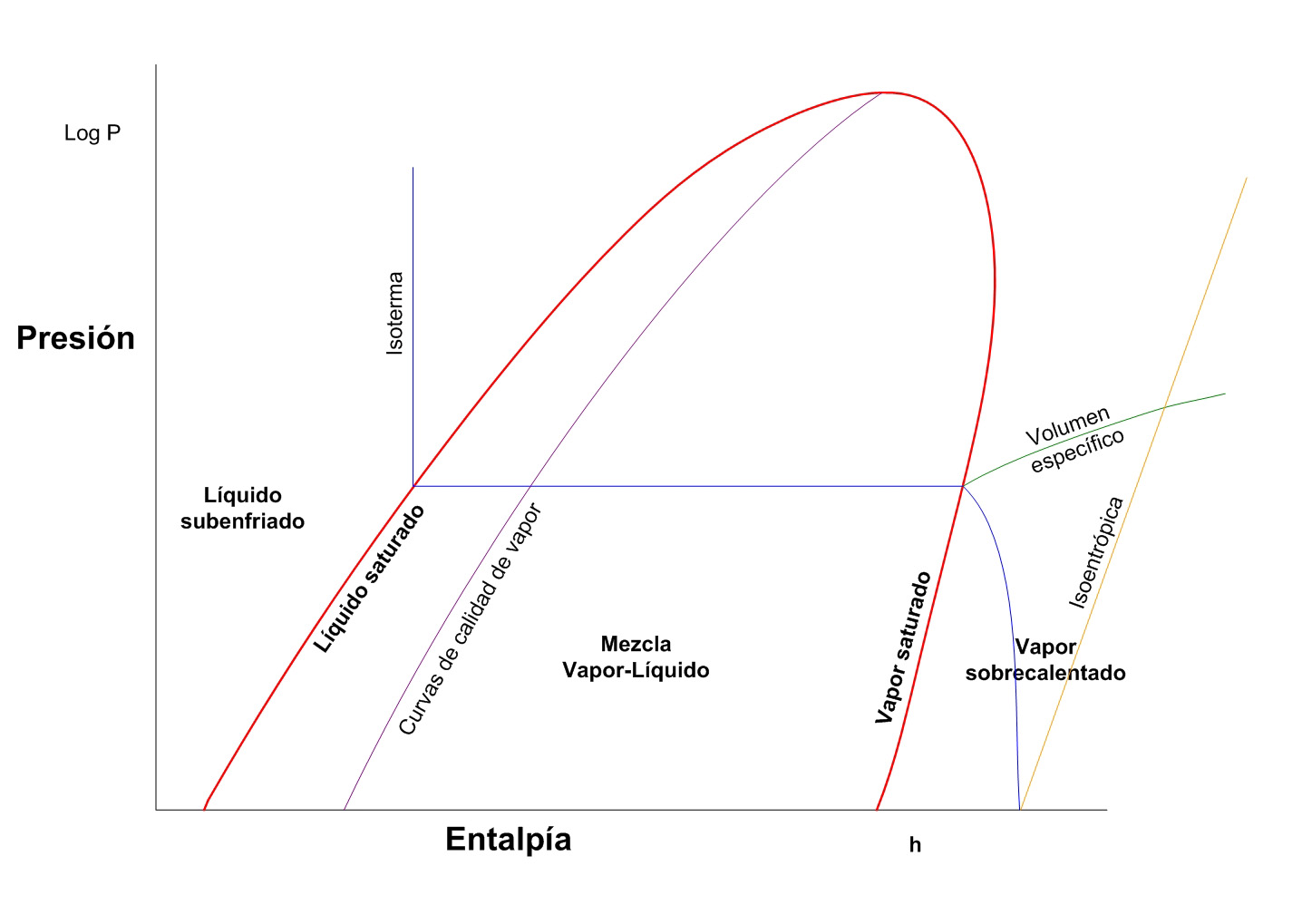
Diagrama Ph o Presión/entalpía

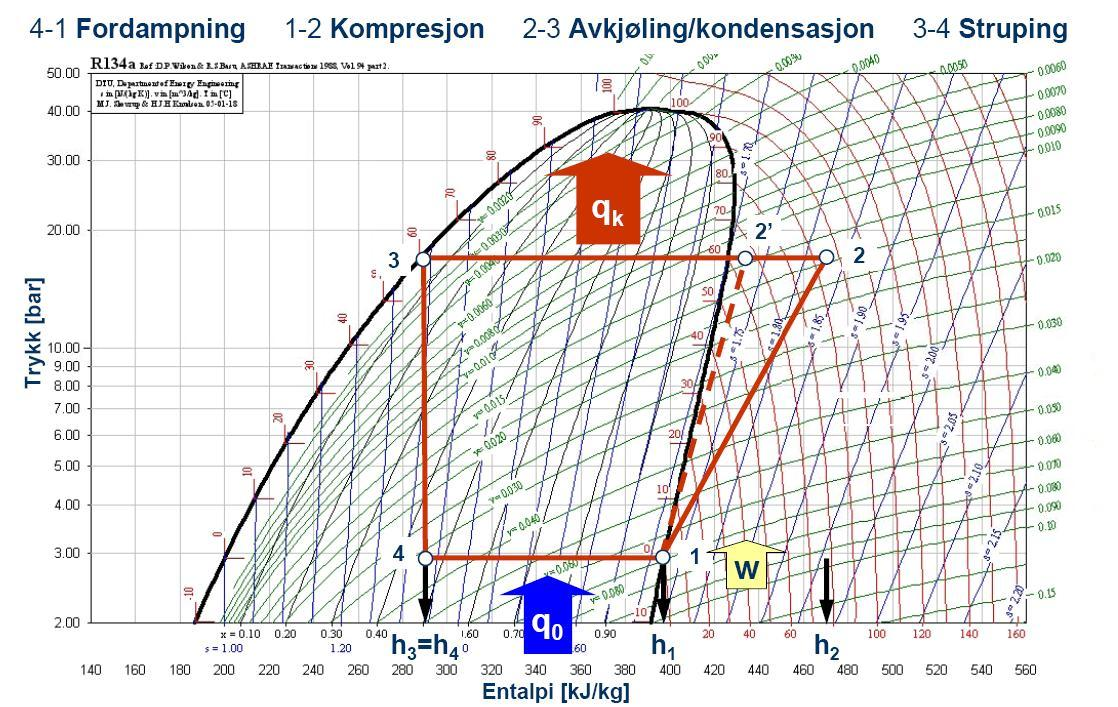
Ciclo de un fluido R134a en un refrigerador de compresión de vapor

Diagrama Mollier (Chart), IP Units

El diagrama Ph, o diagrama de Mollier para presión entalpía, es la representación gráfica en una carta semilogarítmica en el plano Presión/entalpía de los estados posibles de un compuesto químico —especialmente para los gases refrigerantes— y es en ella donde se trazan y suelen estudiar los distintos sistemas frigoríficos de refrigeración por compresión.

## Historia
El diagrama fue creado en 1904, cuando Richard Mollier trazó el calor total contra la entropía. En la Conferencia de Termodinámica de 1923 celebrada en Los Ángeles se decidió nombrar, en su honor, como un "diagrama de Mollier" cualquier diagrama termodinámico que usase la entalpía h como uno de sus ejes.

## Descripción
Básicamente el diagrama está compuesto por dos ejes principales y tres zonas delimitadas por una curva de saturación.
- En el eje de las ordenadas se registra el valor de Presión en (bar) -para diagramas Ph en SI-, eje graduado en escala logarítmica.
- En el eje de las abcisas se registra el valor de entalpía en unidad de masa en [kJ/kg] o [kcal/kg].
- Una curva de saturación con forma de “U” invertida la cual determina si el compuesto se encuentra en estado de: líquido subenfriado, líquido saturado, mezcla líquido-vapor, vapor saturado o vapor sobrecalentado (color rojo).

A su vez se definen seis tipos de trazas a través de las cuales se describen los ciclos de refrigeración y los estados de agregación de la materia.
- Isobaras: Rectas paralelas que coinciden iguales valores de presión. Estas son perpendiculares al eje de las ordenadas.
- Isoentálpicas: Rectas paralelas que coinciden iguales valores de entalpía en masa. Estas son perpendiculares al eje de las abcisas.
- Isotermas: que en la zona de líquido subenfriado son paralelas a la ordenada y dentro de la campana de mezcla son paralelas a la abcisa, y en la zona de vapor sobrecalentado descienden en forma curva. Estas trazas –“paralelas” entre sí- coinciden los valores de igual temperatura del sistema, y en las tablas Ph en el SI está expresado en grados Celsius (color azul).
- Isocoras: Son las curvas que coinciden los puntos con igual volumen específico y también son paralelas entre sí para distintos valores. En el SI está expresado en [m³/kg]. Se desarrollan en la izquierda de la zona de mezcla líquido-vapor y se extiende hacia la derecha hasta la de vapor sobrecalentado hasta el final del diagrama (color verde).
- Isoentrópicas: Son las curvas que coinciden los valores de igual entropía en el sistema. En el SI se miden en [kJ/kg K] o [kJ/kg°C]. Paralelas entre sí y de una elevada pendiente (color amarillo).
- Nueve curvas de "título de vapor" o "calidad de vapor" que indican el porcentaje en masa de vapor contenido en la mezcla líquido-vapor. Estas curvas, existentes sólo dentro de la campana de mezcla, son coincidentes en su extremo superior mas su extremo inferior se encuentra relativamente equidistante a la adyacente y así sucesivamente. Son nominadas con los valores del 0,1 al 0,9  (color violeta).

En la parte superior de la curva de saturación se define el llamado punto crítico el cual es el límite a partir del que, por mucho que se aumente la presión, no es posible condensar el gas.

## Diagrama Ph y Sistemas de refrigeración
Por su parte, cada refrigerante tiene su propio diagrama Ph con particularidades que lo hacen más o menos adecuado a cada aplicación frigorífica y propiedades exclusivas como relación temperatura/presión tanto de saturación como en mezcla, efecto refrigerante, temperatura de descarga del compresor en función de la entropía, entre otros.
Una de las grandes ventajas del diagrama Ph es la facilidad y fiabilidad con que se pueden realizar los cálculos de sistemas frigoríficos y selección de componentes como evaporadores, condensadores, compresores y dispositivos de expansión, tuberías y accesorios, así como trazar todo tipo de sistemas frigoríficos, bien sea de una etapa, compresión múltiple, sistemas en cascada, sistemas con recirculado por bomba y otros.-